# Гельфгат, Юрий Моисеевич
Юрий Моисеевич Гельфгат (Jurijs Geļfgats) — советский и латвийский учёный в области физики металлов, доктор технических наук (1984), профессор (1989).
Родился 30 ноября 1936 года в Москве.
Окончил механические факультеты Латвийского университета (1958) и Рижского политехнического института (1959). Инженер завода ВЭФ (1959—1963). Начальник отдела механизации и автоматизации НПО «Коммутатор» (1963—1964).
С 1964 г. в Институте физики АН Латвии: младший научный сотрудник, старший научный сотрудник, начальник лаборатории, профессор. Работал на Саласпилсском ядерном реакторе. Архивная копия от 26 мая 2021 на Wayback Machine
В 1967 г. защитил кандидатскую диссертацию:
- Исследование равномерных и неравномерных турбулентных магнитогидродинамических течений, ограниченных стенками с различной проводимостью и шероховатостью : диссертация … : кандидата технических наук : 05.00.00. — Рига, 1967. — 294 с. : ил.

В 1984 г. защитил докторскую диссертацию.
Автор 3 монографий, более 200 статей в научных журналах. Изобретений всего: 134, в том числе 108 авторских свидетельств СССР, 7 патентов Латвии и 19 патентов других стран.
Председатель, сопредседатель и член организационных комитетов 12 международных конгрессов, конференций и семинаров.
Заслуженный изобретатель Латвийской ССР (1988). Лауреат премии Ф.Кандерса (1991). Награждён двумя золотыми медалями ВДНХ (1969, 1978)
Сочинения:
- Магнитогидродинамическое дросселирование и управление жидкометаллическими потоками / Ю. М. Гельфгат, Л. А. Горбунов, И. В. Витковский; АН ЛатвССР, Ин-т физики. — Рига : Зинатне, 1989. — 311 с. : ил.; 22 см; ISBN 5-7966-0173-3
- Жидкий металл под действием электромагнитных сил [Текст] / Ю. М. Гельфгат, О. А. Лиелаусис, Э. В. Щербинин; [АН ЛатвССР, Ин-т физики]. — Рига : Зинатне, 1976. — 247 с. : ил.; 21 см.
- Буслович, С.Л.; Гельфгат, Ю.М.; Коциньш, И.А. и др. Автоматизация пайки печатных плат. Издательство: М.: Энергия; 216 страниц; 1976 г.